# Omnia Pathé
Ne doit pas être confondu avec Salle Omnia.
L'Omnia Pathé est la première salle de cinéma construite à Tunis en Tunisie. Faisant partie du réseau Pathé créé par Charles Pathé en 1907, elle ouvre ses portes le 16 octobre 1908.
Avant de se transformer en un magasin de jouets, elle avait une superficie de 300 mètres carrés, un écran de huit mètres de large et une capacité de mille places.